# San Juan (Batangas)
San Juan é um município de  primeira classe de renda municipal (d) na província Batangas, nas Filipinas. De acordo com o censo de 1 de maio  de  2020 possui uma população de 114 068 pessoas e 27 553 domicílios.